# Форшлаг
Форшлагът е вид мелизъм - мелодично преди стойността на основната нота.
Обозначава се с по-малка като знак нота и като времетраене запазва стойността на основната такава. Може да бъде „къс“ или „дълъг“ в зависимост от музикалните задачи. Обикновено краткият се обозначава с пресечена черта върху нотата, която го изисква.
Появява се масово по време на барока, но днешното му обозначение, както и конкретните стойности, датират от средата на 19 век.